# هاینریش لیبه
هاینریش لیبه (به آلمانی: Heinrich Liebe) (۲۹ ژانویه ۱۹۰۸ – ۲۷ ژوئیه ۱۹۹۷) نظامی آلمانی بود که در جریان جنگ جهانی دوم در کریگس‌مارینه خدمت نمود.

## خدمت
هاینریش لیبه بین سال‌های ۱۹۳۶ و ۱۹۳۷ فرمانده او-۲ از از نوع ۲آ و همچنین مدرس دانشکده او-بوت در کیل بود. روز ۲۸ اکتبر سال ۱۹۳۸ فرماندهی او-۳۸ از از نوع ۹آ را بر عهده گرفت. با آغاز جنگ جهانی دوم بین سال‌های ۱۹۳۹ تا ۱۹۴۱ با حملات متعدد به کاروان‌های بریتانیایی، ۳۲ کشتی دشمن با مجموع تناژ ۱۶۸٬۵۰۶ تن را غرق کرد. ماه ژوئن سال ۱۹۴۱ فرماندهی او-بوت‌ها را رها کرد و با درجه ناخدا سوم به فرماندهی عالی کریگس‌مارینه منتقل شد.